# Parasemia araitensis
Parasemia araitensis là một loài bướm đêm thuộc phân họ Arctiinae, họ Erebidae.